# Agnieszka Kiliszek
Agnieszka Ludmiła Kiliszek – polska biochemik i krystalograf, pracownik naukowy Instytutu Chemii Bioorganicznej PAN, gdzie kieruje Zakładem Badań Strukturalnych RNA.

## Życiorys
W 2006 r. ukończyła chemię na Uniwersytecie im. Adama Mickiewicza w Poznaniu, natomiast rozprawę doktorską pt. Badania strukturalne powtórzeń CNG w sekwencjach RNA o znaczeniu w patogenezie TREDs, wykonaną pod kierunkiem prof. Wojciecha Rypniewskiego, obroniła w Instytucie Chemii Bioorganicznej PAN. Stopień doktora habilitowanego nauk chemicznych uzyskała w 2019 r., również w ICHB PAN, na podstawie pracy pt. Analiza krystalograficzna cząsteczek RNA związanych z patogenezą chorób neurodegeneracyjnych człowieka. Pracowała w Zakładzie Struktury i Funkcji Biomolekuł, a następnie objęła kierownictwo Zakładu Badań Strukturalnych RNA.
W 2023 r. została odznaczona Srebrnym Krzyżem Zasługi.

## Projekty badawcze
Kierowane projekty badacze, finansowane przez Narodowe Centrum Nauki:
- Opracowanie metodologii umożliwiającej stabilizację RNA w formie spinki do badań krystalograficznych (SONATA BIS 7; 2018–2024)
- Analiza krystalograficzna kompleksów RNA-ligand. W kierunku racjonalnego projektowania cząsteczek wiodących w rozwoju terapii chorób neurodegeneracyjnych (OPUS 23, od 2023)